# Labdia
Labdia là một chi bướm đêm thuộc họ Cosmopterigidae.

## Các loài đặc trưng
- Labdia caroli J.C. Koster, 2008
- Labdia niphosticta (Meyrick, 1936)
- Labdia tentoria Meyrick, 1911